# Lepidopilidium nitens
Lepidopilidium nitens là một loài rêu trong họ Pilotrichaceae. Loài này được (Hornsch.) Broth. mô tả khoa học đầu tiên năm 1907.